# Glogonjski Rit
Glogonjski Rit (en serbe cyrillique : Глогоњски Рит) est un faubourg de Belgrade, la capitale de la Serbie. Il est situé dans la municipalité de Palilula, district de Belgrade.

## Localisation
Glogonjski Rit est situé au nord de Palilula, dans la partie de la municipalité qui se trouve dans la région du Banat, à 16 km au nord du centre-ville de Belgrade et à 3 km au nord du Zrenjaninski put, la route qui relie la capitale serbe à la ville de Zrenjanin, dans la province de Voïvodine. La localité est construite dans la partie centrale du marais de Pančevački rit, au bord du canal de Sibnica.

## Caractéristiques
Glogonjski Rit est considéré comme une sous-localité dépendant de Padinska Skela, située à 5 km à l'ouest. Les deux ensembles ne forment pas de continuité urbaine.
La localité a été nommée d'après le village voisin de Glogonj, dans la municipalité d'Opovo en Voïvodine. Son nom signifie « le marais de Glogonj ». On y pratique la pêche.
Comme la plupart des localités du Pančevački rit, Glogonjski Rit s'est développé après 1947, pour héberger les ouvriers qui travaillaient à la bonification du secteur et qui furent plus tard employés par la société agricole PKB, qui possède encore aujourd'hui les terres cultivées du secteur.